# Socket AM2+
Socket AM2+ — роз'єм мікропроцесорів, розроблений компанією AMD, як перехідний роз'єм між роз'ємами Socket AM2 та Socket AM3. Повністю сумісний з роз'ємом Socket AM2, тож, процесори розроблені для роз'єму Socket AM2+ працюють і на роз'ємі Socket AM2. Випущений 19 листопада 2007 року.

## Відмінності між AM2 та AM2+
Основними відмінностями між Socket AM2 та Socket AM2+ є:
- HyperTransport 3.0, з частотою до 2.6 GHz
- Живлення для ядра процесора і вбудованого у процесор контролера пам'яті подається окремо. Це дозволило підвищити економію електроенергії, особливо під час роботи з інтегрованою графікою, коли ядро процесора знаходяться у сплячому режимі, однак, контролер пам'яті лишається активним.

Хоча, процесори для роз'єму Socket AM2+ працюють на роз'ємах Socket AM2, однак, операції процесорів AM2+ на роз'ємах AM2 мають певні обмеження, лімітовані особливостями роз'єму Socket AM2: 1 GHz HyperTransport 2.0, а також одне джерело живлення для ядра процесора і контролера пам'яті.
Багато виробників ще не випустили (а можливо й не випустять) оновлення BIOS для власних материнських плат, які б дозволили використовувати процесори для Socket AM2+ на роз'ємах Socket AM2. Низка ж інших виробників заявила про несумісність їхніх материнських плат з роз'ємом Socket AM2 з процесорами для роз'єму Socket AM2+.
Компанія AMD підтвердила два наступних факти про оновлення Socket AM2+ до AM3:
- Процесори для AM3 працюють на роз'ємах AM2+
- Процесори для AM2+ не працюють на роз'ємах AM3